# Detective Conan: The Phantom of Baker Street
Detective Conan: The Phantom of Baker Street (jap. 名探偵コナン ベイカー街の亡霊 Meitantei Konan: Beikā Sutorīto no bōrei) – japoński film anime wyprodukowany w 2002 roku, szósty film z serii Detektyw Conan. Piosenką przewodnią filmu była Everlasting śpiewana przez B’z. Historia zawiera odniesienia do powieści o Sherlocku Holmesie oraz postaci z serii, którą manga Detektyw Conan jest w dużym stopniu inspirowana, a także do osoby Kuby Rozpruwacza.
Film miał swoją premierę 20 kwietnia 2002 roku w Japonii przynosząc łączny dochód 3,4 mld ¥.

## Fabuła
Cudowne dziecko Hiroki Sawada, który w wieku dziesięciu lat został absolwentem MIT, opracował oprogramowanie DNA Tracker. Chłopiec znajduje się pod opieką Thomasa Schindlera, właściciela giganta na rynku oprogramowania Schindler, Inc., ponieważ jego matka zmarła. Pewnej nocy w silnie strzeżonym pokoju na szczycie budynku Schindlera, w którym mieszka Hiroki, ukańcza system sztucznej inteligencji, „Arka Noego”, i wysyła oprogramowanie przez linie telefoniczne. Strażnicy stają się podejrzliwi i próbują wejść do jego pokoju. Odkrywają, że Hiroki skoczył z budynku i zginął.
Dwa lata później w Beika City Hall Schindler, Inc. organizuje pokaz gry wirtualnej rzeczywistości o nazwie Cocoon. Detective Boys zostają zaproszeni na demonstrację, ale nie mogą uczestniczyć bez specjalnych odznak. Profesor Agasa i Yūsaku Kudō również udają się do ratusza. Agasa daje Conanowi odznakę, a młodzi detektywi wymieniają Premium Golden Yaiber Cards na odznaki, których używają do uczestnictwa w grze demo.
W innym pomieszczeniu Conan odkrywa zwłoki Kashimury, ważnego pracownika Schindler, Inc. i jego przedśmiertną wiadomość wypisaną na klawiaturze: JTR. Postanawia wziąć udział w demonstracji, mając nadzieję, że w ten sposób znajdzie odpowiedź. Gra przenosi Conana i jego przyjaciół do XIX-wiecznego Londynu. Ale wkrótce po tym, jak wszyscy uczestnicy rozpoczynają grę, Arka Noego (wysoko rozwinięty program AI) zamyka wszystkie wyjścia z gry. Niewinna gra staje się kwestią życia i śmierci. Jeśli dzieci ukończą gry, wszyscy umrą. Jedno po drugim dzieci „giną” w grze. Conan i jego przyjaciele muszą rozwiązać zagadkę, aby dowiedzieć się, jak złapać Kubę Rozpruwacza i uratować wszystkich.

## Obsada
- Minami Takayama – Conan Edogawa
- Kappei Yamaguchi – Shinichi Kudō
- Wakana Yamazaki – Ran Mōri
- Akira Kamiya – Kogorō Mōri
- Megumi Hayashibara – Ai Haibara
- Yukiko Iwai – Ayumi Yoshida
- Wataru Takagi – Genta Kojima
- Ikue Ōtani – Mitsuhiko Tsuburaya
- Ken’ichi Ogata – dr Hiroshi Agasa
- Naoko Matsui – Sonoko Suzuki
- Chafūrin – inspektor Jūzō Megure
- Kaneto Shiozawa – inspektor Ninzaburō Shiratori
- Wataru Takagi – Wataru Takagi
- Isshin Chiba – Kazunobu Chiba
- Hideyuki Tanaka – Yūsaku Kudō
- Ai Orikasa – Hiroki Sawada
- Hiroaki Hirata – Tadaaki Kashimura
- Kei Hayami – pani Hudson
- Kiyoshi Kobayashi – James Moriarty
- Sumi Shimamoto – Irene Adler
- Shō Hayami – Kuba Rozpruwacz
- Masane Tsukayama – Thomas Schindler
- Megumi Ogata – Hideki Moroboshi